# Marci (televíziós sorozat)
A Marci (eredeti cím: Cédric) francia televíziós rajzfilmsorozat, amely az azonos című képregény alapján készült. Három évada és 156 része készült. 2001. december 23. és 2002. december 12. között futott a France 3 csatornán. Magyarországon 2005. augusztus 1-jén mutatta be az M1 az 1. évadot. A második évadot 2007. szeptember 6-án kezdte el adni szintén az M1. Ezt a 2 évadot az M2 is megismételte. A 3. évadot 2009. december 28-án kezdte el adni az M2.

## Történet
A rajzfilm középpontjában Marci, egy 8 éves kisfiú áll, aki szüleivel illetve nagypapájával él. Marci legjobb barátja Gyuri, akivel minden gondját meg tudja beszélni, valamint osztálytársnője Chen, akibe fülig szerelmes. Riválisa Balkó egy gazdag fiú aki szintén megpróbál Chen kegyeibe férkőzni.

## Főszereplők

### Marci
Marci (Eredeti nevén Cédric) egy 8 éves kisfiú a történet főhőse. Szerelmes Chenbe és utálja Balkót, a gazdag osztálytársát. Marci legtöbbször kedves természetű de előfordul hogy dühbe gurul. Az egyik részben Marci megpróbált változtatni ezen hogy ne legyen lobbanékony. Eredeti hangjai az első két évadban Natacha Gerritsen a 3. évadban pedig Raphaëlle Bruneau. Magyar hangja az első két évadban Czető Ádám a harmadikban pedig Ducsai Ábel.

### Gyuri
Gyuri (Eredeti nevén Christian) Marci legjobb barátja akivel minden problémáját meg tudja beszélni. Gyurinak is van egy szerelme Helga akit megpróbál megnyerni, és van egy bátyja is. Eredeti hangjai az első két évadban Magali Barney a harmadikban pedig Stéphane Flamand. Magyar hangja mindhárom évadban Dene Tamás

### Chen
Chen egy kínai kislány Marci szívszerelme. Marci mindent megpróbál hogy megnyerje a lányt, és (bár próbálkozásai sokszor kudarcba fulladnak) Chen sokszor megjutalmazza őt egy puszival. Eredeti hangja az első két évadban Caroline Combes a harmadikban pedig Mélanie Dermont. Magyar hangja mindhárom évadban Kántor Kitty.

### Balkó
Mátraalji Fenyvesházi Balkó (Eredeti nevén Nicolas d'Aulnay des Charentes du Ventou, Magyar neve a képregényekben Mátraalji Fenyves Balázs) a leggazdagabb fiú az osztályban. Van egy sofőrje is akivel mindig elviszi Chent. Marci emiatt féltékeny rá, sok részben próbál meg vele versenyezni vagy valamiben lepipálni őt. Eredeti hangja az első két évadban Stéphanie Lafforgue a harmadikban pedig Cécile Florin. Magyar hangja Ungvári Gergely

### Marie-Rose
Marie-Rose (A képregényekben Magyarul Márti) Marci anyukája, aki egy pékségben dolgozik. Eredeti hangja az első két évadban Catherine Davenier a harmadikban pedig Fabienne Loriaux. Magyar hangja mindhárom évadban Orosz Anna.

### Robert
Robert (A képregényekben Magyar nevén Laci) Marci apukája. Szőnyegeket árul. (A képregényekben visszatérő motívum hogy sokak szerint tévesen lábtörlőket) Nem kedveli túlságosan Apósát. Eredeti hangja az első két évadban Olivier Pajot a harmadikban pedig Franck Daquin. Magyar hangja mindhárom évadban Schnell Ádám

### Papó
Papó (Igazi neve az egyik képregényben Gyula) Marci nagypapája, Marie-Rose apukája, akinek Marci mindig elmondja a gondjait és ő megpróbál segíteni rajta. Eredeti hangja az első két évadban Yves Barsacq a harmadikban pedig Michel Hinderyckx. Magyar hangja az első két évadban Kristóf Tibor a harmadikban pedig Versényi László

## Epizódok

### Évados áttekintés
| Évad | Évad | Epizódok | Eredeti sugárzás    | Eredeti sugárzás    | Eredeti sugárzás |
| Évad | Évad | Epizódok | Magyar évadpremier  | Magyar évadzárás    |                  |
| ---- | ---- | -------- | ------------------- | ------------------- | ---------------- |
|      | 1    | 52       | 2005. augusztus 1.  | 2005. szeptember 2. |                  |
|      | 2    | 52       | 2007. szeptember 6. | 2007. november 19.  |                  |
|      | 3    | 52       | 2009. december 28.  | 2010. március 9.    |                  |